# 금호아트홀
금호아트홀(영어: Kumho Art Hall)은 금호아시아나그룹 소속의 서울특별시 종로구 새문안로 75 에 위치한 클래식전용홀이다. 독주회를 진행하는 경우가 많다.

## 개요
서울 광화문에 위치하여 최적의 지리적 요건을 자랑하는 390석 규모의 금호아트홀은 2000년 완공 이래 완벽한 음향 설계 시스템을 갖춘 공연장으로 널리 사랑 받고 있다.
금호아트홀은 실내악 및 독주에 더할 나위 없이 적합한 연주장으로 평가 받고 있으며 매주 5회 이상의 독주 및 실내악 연주 무대를 위한 공연이 열려 1년 365일 음악이 멈추지 않는 클래식의 전당으로 자리잡아 왔다.

## 아름다운 목요일 시리즈
1997년 6월, 故 문호 박성용 금호아시아나문화재단 이사장은 당시로서는 획기적인 '갤러리 콘서트'를 개최했다. 금호미술관에서 개최된 갤러리 콘서트는 국내외 뛰어난 연주자들을 초청, 소개한 연주 무대로 음악인들에게는 연주 활동의 장을, 청중에게는 고급문화를 향유할 수 있는 기회를 제공했다. 2000년 12월, 금호아트홀이 완공된 이후부터 갤러리 콘서트는 금요 스페셜 콘서트로 거듭났고, 2007년 6월, 10주년을 맞이해 '아름다운 목요일'로 새롭게 출발하였다. 이무대를 통해 강동석, 김대진, 김정자, 백혜선, 정경화, 정명화 등 대한민국의 대표 연주자뿐만 아니라, 외르크 데무스, 하인츠 홀리거, 이고르 오짐, 미리암 프리드, 매뉴 발리 등 해외 거장들도 금호아트홀의 스페셜 콘서트 시리즈 무대에 섰다.

## 교통

### 지하철
- ● 수도권 전철 5호선 광화문역 7번 출구 > 서울역사박물관 방면으로 도보 5분
- ● 수도권 전철 3호선 경복궁역 7번 출구 > 경찰청 방면으로 도보 5분

### 버스
- ● 지선버스 : 7019번
- ● 간선버스 : 101번, 160번, 260번, 270번, 271번, 273번, 370번, 470번, 471번, 600번, 601번, 602번, 702A번, 702B번, 703번, 704번, 705번, 710번, 720번, 721번
- ● 광역버스 : 9701번, 9709번
- 경기버스 : 99번, 1002번, 8600번, 9710번
- 인천버스 : 2500번

## 같이 보기
- 금호아시아나문화재단
- 아트홀